# The Center
The Center est un gratte-ciel de 346 mètres de haut situé à Hong Kong.
C'est en 2009 le cinquième plus haut gratte-ciel de Hong Kong, derrière le International Commerce Center, le Two International Finance Center, le Central Plaza et la Tour de la Banque de Chine.
L'immeuble a été conçu par l'agence DLN Architects.